# Шуринок, Андрей Романович
Андре́й Рома́нович Шурино́к (укр. Андрій Романович Шуринок; 3 ноября 1894, с. Стрижёвка Волынской губернии (ныне Коростышевский район Житомирской области Украины) — 13 января 1969, Киев) — украинский советский учёный-хирург, доктор медицинских наук (1954), профессор (1958). Заслуженный деятель науки и техники Украинской ССР (1967). Педагог, создатель киевской школы детских хирургов.

## Биография
Родился в крестьянской семье. После окончания учительской семинарии в Коростышеве, учительствовал.
Участник Первой мировой войны. С 1916 служил пехотинцем. С 1918 изучал биологию в киевском университете Св. Владимира, в 1920 году перевёлся во вновь созданный Киевский медицинский институт. После окончания учебы с 1925 трудился в железнодорожной больнице. Поступил в клиническую ординатуру при кафедре факультетской хирургии. После подготовки на двух кафедрах хирургии — специальной и факультетской, и многочисленных ночных дежурств А. Шуринок стал заведующим хирургическим отделением и одновременно главным врачом в с. Ракитное (Яготинский район) Киевской области. С 1932 — ассистент кафедры факультетской хирургии Киевского медицинского института.
В 1936 году он защитил кандидатскую диссертацию на тему «О положении и прикреплении илеоцекального отдела кишечника в свете учения о его развитии».
В 1939 был призван в РККА, в качестве военного хирурга участвовал в Польском походе Красной Армии, а затем в Советско-финской войне 1939—1940 гг.
Участник Великой Отечественной войны. Был ведущим хирургом ряда крупных эвакуационных госпиталей. В 1946 майор медицинской службы А. Шуринок был демобилизован и в этом же году восстановлен доцентом кафедры факультетской хирургии КМИ. В 1947 — доцент кафедры детской хирургии.
В 1953 назначен исполняющим обязанности заведующего кафедрой детской хирургии КМИ. В 1955 защитил докторскую диссертацию на тему «Методика исследования болевых признаков у детей с хроническим аппендицитом и её анатомо-физиологические основания». С 1958 — профессор.

## Научная работа
Труды А. Р. Шуринка посвящены проблемам аппендицита, перитонита, инвагинации (непроходимости кишечника у детей), вопросам пилоростеноза, стафилококковой инфекции и др.

## Педагогическая деятельность
За более чем 15-летнюю работу заведующим ведущей кафедры детской хирургии Украины выросла целая научная школа профессора А. Р. Шуринка. Под его руководством защитили докторские диссертации его ученики — Н. Б. Ситковский, лауреат Государственной премии Украины в области науки и техники и О. В. Дольницкий и 12 кандидатов медицинских наук.
Умер в Киеве. Похоронен на Байковом кладбище.

## Награды
- Орден Трудового Красного Знамени,
- медалями СССР.

## Память
- На здании киевской больницы «Охматдет», где сейчас сосредоточены работы по микрохирургии детского возраста, установлена мемориальная доска в честь А. Р. Шуринка.